# Russ Dantzler
Russ Dantzler (* 5. Dezember 1951 in Ainsworth (Nebraska)) ist ein US-amerikanischer Musikproduzent und -Manager, der sich auch als Jazzautor betätigte.
Dantzler arbeitete nach einem Wirtschaftsstudium an der University of Nebraska zunächst nebenberuflich als Manager und Produzent von Hot-Jazz-Bands, bevor er dies 1980 zum Hauptberuf machte und nach New York City zog. Dort arbeitete er u. a. für Claude „Fiddler“ Williams, Earl May, Red Richards, Benny Waters, Al Grey, The Duke's Men von Arthur Baron, Carrie Smith, Bross Townsend, Norris Turney, Ken Peplowski und Bill Doggett, des Weiteren  als Vertragsberater für das Smithsonian Oral History Department und die Jazz Foundation of America. Dantzler produzierte auch mehrere Alben von Claude Williams wie Live at J's (1993) und Swingtime in New York (1995, u. a. mit Roland Hanna, Bill Easley) und war als Kolumnist für Zeitschriften wie das Jazz Ambassadors Magazine und ab 1993 für Scrapple from the Apple tätig. Er ist Mitglied von Organisationen wie der Jazz Journalists Association, des National Jazz Service und der Duke Ellington Society.